# Joshua Hill
Joshua Hill, född 10 januari 1812 i Abbeville District (nuvarande Abbeville County), South Carolina, död 6 mars 1891 i Madison, Georgia, var en amerikansk politiker. Han representerade delstaten Georgia i båda kamrarna av USA:s kongress, först i representanthuset 1857-1861 och sedan i senaten 1871-1873.
Hill studerade juridik och inledde sin karriär som advokat i Monticello, Georgia. Han gick med i knownothings och blev invald i representanthuset i kongressvalet 1856. Han omvaldes två år senare. Han avgick 1861 i samband med Georgias utträde ur USA. Han bytte sedan parti till republikanerna.
Hill blev redan 1868 invald i USA:s senat. Han kunde tillträda först 1871 i samband med att Georgia på nytt godkändes som delstat i USA. Han efterträddes 1873 som senator av John Brown Gordon.
Hills grav finns på Madison Cemetery i Madison, Georgia.